# Sosas de Laciana
Sosas de Laciana (Sousas de Ḷḷaciana en patsuezu) es una localidad perteneciente al municipio de Villablino, situado en la comarca de Laciana.

## Comunicaciones
Está situado en la CV-101-12, desviándose por la CL-623.

## Demografía
Tiene una población de 158 habitantes, con 81 hombres y 77 mujeres.